# Annette Wagner
Annette Wagner, geborene Annette Ganseforth (* 1970) ist eine ehemalige deutsche Leichtathletin.

## Werdegang
Ganseforth wuchs in Kluse bei Papenburg als Tochter eines in der Gastwirtschaft tätigen Ehepaares auf. Bei der niedersächsischen Landesmeisterschaft 1989 kam Ganseforth im Weitsprung auf 6,02 Meter, im selben Jahr kam sie bei der deutschen Jugendmeisterschaft nicht über die Qualifikation hinaus. Anschließend steigerte sie in Vorbereitung auf die Deutsche Meisterschaft der Erwachsenen ihren Trainingsumfang und peilte dort eine Weite von 6,20 Meter an. Bei der im August 1989 im Hamburger Volksparkstadion ausgetragenen Deutschen Meisterschaft übertraf die für die LG Emstal Dörpen antretende Ganseforth diese Weite deutlich und gewann mit 6,48 Metern überraschend Gold.
Nach dem Gewinn der Deutschen Meisterschaft zog sie sich im Alter von 19 Jahren aus beruflichen und persönlichen Gründen sowie wegen einer Fußverletzung aus dem Leistungssport zurück. Mit ihrem Ehemann übernahm sie die Leitung eines Textilgeschäfts in Emden.